# Observatorul Farpoint
Observatorul Farpoint (engleză: Farpoint Observatory) este un observator astronomic deținut și operat de Northeast Kansas Amateur Astronomers' League sau, prescurtat, NEKAAL. Se află la 30 mile sudvest de Topeka, Kansas, SUA, lângă Auburn. Aici s-au descoperit peste 330 de asteroizi care nu se află în apropierea Pământului, pe lângă numeroși asteroizi descoperiți în apropierea Pământului.

## Istoric
NEKAAL a primit un grant de 56.060 dolari de la departamentul NASA de studiere a obiectelor din apropierea Pământului. Banii vor fi folosiți pentru achiziționarea și renovarea completă a telescopului Pitt, de la Lindley Hall, Universitatea din Kansas. După o renovare completă, telescopul va măsura 68,58 de centimetri în diametru, 281,94 cm lungime și va cântări 1.600 de kilograme.